# Andrea Maurer (Soziologin)
Andrea Maurer (* 1962) ist eine deutsche Soziologin und Hochschullehrerin.

## Leben und Wirken
Andrea Maurer absolvierte eine kaufmännische Ausbildung und studierte anschließend Sozial- und Wirtschaftswissenschaften. Ab 1987 arbeitete sie an der Universität Augsburg mit einem Stipendium der Begabtenförderung an ihrer Dissertation und wurde 1991 promoviert. Von 1991 bis 1998 war sie Mitarbeiterin in Forschungsprojekten. 1999 habilitierte sie sich. Ab 2002 war sie Professorin für Organisationssoziologie an der Universität der Bundeswehr München. Seit 2013 ist sie Professorin für Arbeits-, Organisations- und Unternehmenssoziologie an der Universität Trier. Seit 2020 ist sie Direktoriumsmitglied des Hans-Albert-Instituts.
Sie publiziert auch auf dem Gebiet der Wirtschaftssoziologie.

## Schriften
- Alles eine Frage der Zeit? Die Zweckrationalisierung von Arbeitszeit und Lebenszeit. Dissertation. Universität Augsburg 1991. Edition Sigma, Berlin 1992, ISBN 3-89404-329-6.
- mit Thomas Kuhn: Ökonomische Theorie der Zeit. Institut für Volkswirtschaftslehre, Augsburg 1993.
- Moderne Arbeitsutopien. Das Verhältnis von Arbeit, Zeit und Geschlecht. Westdeutscher Verlag, Opladen 1994, ISBN 3-531-12544-3.
- Herrschaft und soziale Ordnung. Kritische Rekonstruktion und Weiterführung der individualistischen Theorietradition. Habilitationsschrift. Westdeutscher Verlag, Opladen 1999, ISBN 3-531-13313-6.
- Herrschaftssoziologie. Campus, Frankfurt am Main 2004, ISBN 3-593-37240-1.
- mit Michael Schmid: Erklärende Soziologie. VS, Wiesbaden 2010, ISBN 978-3-531-14013-1.
- Andrea Maurer, Christoph Lau: Herrschaft und Macht, Version: 2.0, in: Docupedia-Zeitgeschichte, 5. Oktober 2021.

Herausgeberschaft
- mit Michael Schmid: Neuer Institutionalismus. Campus, Frankfurt am Main/New York 2002, ISBN 3-593-37082-4.
- Handbuch der Wirtschaftssoziologie. VS, Wiesbaden 2008, ISBN 978-3-531-15259-2.
- mit Uwe Schimank: Die Gesellschaft der Unternehmen – die Unternehmen der Gesellschaft. VS, Wiesbaden 2008, ISBN 978-3-531-15848-8.
- Wirtschaftssoziologie nach Max Weber. Mit einem Vorwort von Richard Swedberg. VS, Wiesbaden 2010, ISBN 978-3-531-16770-1 (Google books).
- mit Uwe Schimank: Die Rationalitäten des Sozialen. VS, Wiesbaden 2011, ISBN 978-3-531-17717-5.